# دستگاه مرجع چرخان
یک دستگاه مرجع چرخان یک حالت خاص از دستگاه مرجع غیر لخت است که نسبت به یک دستگاه مرجع لخت دوران انجام می‌دهد. یک مثال مشهور در این رابطه زمین است.

## شبه-نیروها
تمام دستگاه‌های مرجع غیر لخت شبه-نیرو تولید می‌کند. دستگاه مرجع چرخان سه شبه-نیرو به وجود می‌آورد.
- نیروی گریز از مرکز (از دید ناظر لخت این نیرو به صورت نیروی مرکزگرا دیده می‌شود.)
- نیروی کوریولیس

و برای حرکت‌های چرخان غیریکنواخت
- نیروی اویلر